# 鈴音りおな
鈴音 りおな（すずね りおな、1987年11月22日 - ）は、日本の元AV女優。

## 略歴・人物
2006年12月にビデオメーカー・BEAUTYの専属女優「平山もえ（ひらやま もえ）」としてAVデビュー。5本の作品に出演した。デビュー時のプロフィールは、神奈川県出身、血液型:O型、身長:160cm、スリーサイズ:B80・W58・H82cm。
2010年より「鈴音りおな」としてAV女優に復帰。所属事務所は名東。
2011年11月30日のブログで引退を発表した。なお、引退後もブログは不定期に更新されている。

## 出演作品

### アダルトビデオ
「平山もえ」名義
2006年
- Brand New Girl（12月25日、BEAUTY） ※デビュー作

2007年
- Kisekae Zuppory（1月25日、BEAUTY）
- Futari De Zuppory（2月25日、BEAUTY）共演:小林愛弓
- Yuuwaku Chijo（3月25日、BEAUTY）
- Detary Haittary（4月25日、BEAUTY）

「SEIYA」名義
2007年
- S-Cute ex 10（8月9日、S-Cute）他出演:RINA、AZUKI、HARUKI、MAAYA、AKANE、RIN、REIRI、AI、AYA、RINA、MIZUKI、SANA、MINA、HIKARU、AZUSA、RIMU、SAKI、IORI、YUNA ※アダルトサイト『S-Cute Short No.126 SEIYA（21歳）』を収録

「鈴音りおな」名義
2010年
- 働くオンナ斬り 1 丸の内 美人OL編（2月2日、プレステージ）他出演:なのかひより、葉月しおり ほか
- もう一度逢いたい 絶世美人ナース Premium（2月18日、SODクリエイト）
- 地獄の絶頂エステ 強制快淫療法 01（3月2日、MAD）
- 高飛車女教師ペット 性欲発散顔面ザーメン（3月4日、ヒビノ）
- ギャルズトーク 12（3月11日、プレステージ）共演:伊藤ユリエ、東カレン、もりとまりな、七咲あかね
- CAMPUS TRAP 01 卒業旅行で、都内に遊びに来た仲良し女子大生3人組が、ホテルの極悪従業員達に騙され、脅され、マジフルボッコ。（3月11日、ラストラス）
- 噂の激カワ女子大生（4月16日、おかず。）
- 高額バイト 9 新宿某有名百貨店勤務 勤続3年 イラマに興奮するエレベーターガール（4月19日、ドグマ）
- セックス中に落とさなかったら100万円（4月23日、EROTICA）
- 全国女子大生図鑑☆仙台（4月25日、ビッグモーカル）
- 酔うと男を舐めまわすべ〜ろべろナメクジお姉さん。 〜酒の肴に男を喰らう!〜（4月25日、美）
- いいなり。 家庭教師… 仮名 りおな先生 Fカップ 22才（5月6日、チーム川崎）
- 家庭教師 三人とエッチ♥ IT’S TEMPTATION OF THREE STUDENTS（5月7日、Be Free）
- 美人すぎる泌尿器科医（5月17日、S級素人）
- 生中出し 新入女子社員 10（5月21日、BAZOOKA）他出演:長谷川杏実 ほか
- Men'sコンビニエンス 8 《コスサロ:メガネ発射専門店》（6月2日、チーム川崎）他出演:篠めぐみ、紗矢菜せりか、小向まな美、森永ひよこ、赤坂アスカ、七海シエル、優喜ゆり
- イカセッぱっ! 犠牲者 鈴音りおな（6月4日、GLAY'z）
- INSTANT LOVE 18（6月5日（レンタル）/6月11日（セル）、クリスタル映像）
- OL、生中出し（6月18日、おかず。）
- 現役美容部員（6月18日、S級素人）
- 美人寮母さんのごっくん中出し独身寮（6月19日、CROSS）
- Men'sコンビニエンス 9 《口撃限定:連続2回発射専門店》（7月1日、チーム川崎）他出演:愛菜りな、山口あずさ、華希れん、管野しずか、みなみゆき、広崎愛弥 ※廃盤
- RI♥O♥NA Pretty Angel（7月9日、クリスタル映像）
- 未亡人レズいぢめ 義理の姉に犯されて…（7月19日、アンナと花子）共演:大塚咲
- 麗しの美人OL 4時間 Premiere 2（8月20日、BAZOOKA）他出演:永井リセ、煌芽木ひかる ほか
- 綺麗すぎるお口の愛人 メガフェラチオ 外伝 （8月27日、レアル・ワークス）
- MOODYZファン感謝祭　バコバコバスツアー2010 おかげさまで!! 10周年!大感謝スペシャル!!（9月13日、MOODYZ）共演:大橋未久、乃亜、園田ユリア、晶エリー、鈴木杏里、鷹宮りょう、堀口奈津美、葉月しおり、つぼみ、藤崎クロエ、大沢美加、橘なお、星崎アンリ、早乙女ルイ、並木るか
- 飲みたがり（9月19日、エムズビデオグループ）
- お仕事ちょ〜だい♥（9月24日、おかず。）共演:煌芽木ひかる、瀬奈涼
- 赤坂駅から三分弱、深緑のエントランスの二階にいます。（9月24日、BALTAN）
- 愛憎の美人姉妹レズビアン 〜憎しみが生んだ姉妹の性愛〜（9月25日、マドンナ）共演:井川ゆい
- 女教師の誘惑（10月1日、ワンズファクトリー）
- ちょっと怖いけどドキドキしちゃう 綺麗なお姉さんに亀頭＆尿道責めされて、禁断の快楽に目覚めたM男たち（10月1日、ワンズファクトリー）他出演:大沢美加、篠めぐみ、北条麻妃、結城みさ、黒木アリサ、浅乃ハルミ、田中くれは
- Men'sコンビニエンス 11 《口撃限定:連続2回発射専門店》（10月6日、チーム川崎）他出演:愛菜りな、山口あずさ、管野しずか、瀬戸ありさ、みなみゆき、広崎愛弥
- イケナイ家庭教師 〔ふたりのお姉さま〕（10月8日、LEO）共演:園田ユリア
- 尻 EVOLUTION 6.0（10月19日、実録出版）
- イグイグ淫乱教師（10月19日、乱丸）
- 素人男優をスカウト in 渋谷 「あなたのテクニック、ワタシで試してみませんか?」（10月22日、EROTICA）
- イカセ4時間（10月22日、million）
- 巨乳痴女たちが突然自宅にやって来た!!（10月25日、美）共演:星崎アンリ、浜崎りお、鈴木さとみ
- 小悪魔家庭教師のお姉さんに乳首責め、寸止めされても絶対射精しちゃダメ!!（11月18日、ROCKET）他出演:星野あかり
- 仲良しOLのオフィスで中出ししようよ（11月26日、宇宙企画）共演:直嶋あい
- ミスキャンパス 私はあなたに逆らえない… 2（12月7日、アタッカーズ）
- けしからん!ムチムチのおみ足（12月17日、SEX Agent）他出演:管野しずか、榊なち、香山蘭、杉浦アリス
- 青姦レズビアン 森girl（12月19日、アンナと花子）共演:伊東ユリア
- ノーパン・ゴルフ（12月24日、おかず。）
- 美2周年記念作品 PERFECT STYLE痴女集団SPECIAL（12月25日、美）共演:ましろ杏、春咲あずみ、三浦芽依、水城奈緒、星野あかり

2011年
- 癒らし。 Vol.79（1月7日、アウダースジャパン）
- どスケベ妻中出しソープ泡姫（1月8日、ヤブサメ）
- 鬼太巨根 〜北欧からきた50cm砲大発射スペシャル〜（1月14日、レアル・ワークス）
- 剛毛マンコ激クンニレズビアン（1月19日、CROSS）共演:瀬奈涼
- 結婚前に婚約者以外の精子を子宮に注がれた女（1月25日、ダスッ!）
- 初・有名女優本物中出し（1月25日、本中）
- タイトスカートしか見たくない! 4時間（1月28日、TMA）他出演:緋咲アンナ、倉木みお、橘ひなた、瀬奈涼、雨宮琴音
- 「女の口は嘘をつく。」 雌女ANTHOLOGY #090（2月4日、アウダースジャパン）
- 絶対に手を出してはいけない相手を夜這いしちゃった俺 2（2月5日、AKNR）他出演:水嶋あずみ、美咲結衣、春咲あずみ
- 私、中出しされました。専業主婦コレクション 4時間 2（2月11日、BAZOOKA）他出演:南野あかり、あずみ恋、花沢希里、兼坂千尋
- 極上BODY バーチャルソープ 3D（2月15日、3D MASTERS）共演:水城奈緒
- 一日体験! 温泉コンパニオン編（2月25日、おかず。）共演:吉川ゆあ
- コスプレ制服縞パン（3月11日、TMA）他出演:瀬奈涼、倉木みお、雨宮琴音、橘ひなた、緋咲アンナ
- 麗しの美人秘書 THE SPECIAL（3月11日、BAZOOKA）共演:紗奈
- AKNR スプリングフェア 完全撮り下ろし2タイトル収録 【日本国民全裸の日（8）女性限定バージョン】【完全主観 生パンチラで誘惑されて勃起しちゃった僕】（3月19日、AKNR）他出演:水城奈緒、美咲結衣、橘ひなた、麻倉憂、音羽レオン、橘美穂、神山るい、泉麻那 ほか ※『日本国民全裸の日（8）女性限定バージョン』に出演
- 超高級キャバ嬢がドレスを脱いだとき… THE SPECIAL（4月8日、BAZOOKA）共演:吉川ゆあ
- 巨乳人妻お宅訪問（4月25日、美）共演:春咲あずみ、ましろ杏、星野あかり、水城奈緒、三浦芽依
- バレないように彼女の親友とこっそりヤル! 5（5月7日、AKNR）他出演:春咲あずみ、浜崎りお、紗奈
- OLギンギン物語 〜美人庶務課のエッチな社内業務〜（5月13日、BAZOOKA）他出演:紗奈、吉川ゆあ、西山希
- ザ・デカチン 子宮破壊スペシャル（5月13日、REAL）共演:川上ゆう、桜りお
- 感じちゃった僕。G-18Ver.（5月13日、アロマ企画）
- KMPプロジェクトスペシャル企画! BAZOOKAファン感謝バスツアー（6月10日、ケイ・エム・プロデュース）
- 幻母 母は息子のおしゃぶり人形（6月19日、VENUS）
- 義理の息子と夫に愛されて…（7月8日、なでしこ）
- 友人の母親（7月19日、VENUS）
- 藤井シェリーと鈴音りおなのダブルドリーム（9月9日、million）共演：藤井シェリー
- メガザーメン一発大量顔射 7（9月23日、REAL）他出演:川上ゆう、水城奈緒、波多野結衣、みづなれい、彩月あかり、真白希実、RUMIKA、妃悠愛、朝香涼、阿利希キリア
- 女子校生JK巨乳 みくる まつり まい ゆう りおな りりか（10月7日、GLAY'z IMPACT）共演:@YOU、美里麻衣、椎名みくる、すずきりりか、田中志乃
- ヤブサメ2011BEST OF BEST 10時間SP（12月23日、流鏑馬グラフィティ）他出演：深田梨菜、伊沢美春、荒木瞳、黒田麻世、榊なち、優木あおい、倉科さやか、管野しずか、黒木麻衣、瀬奈ジュン、香山蘭、辻本りょう　他
- 結婚前に婚約者以外の精子を子宮に注がれた女 （12月25日、ダスッ!）
- 初・有名女優本物中出し （12月25日、本中）

2012年
- 働く女が堕ちていくまで 3（3月2日、KINKY FACTORY）